# Live (album Raya Charlesa)
Live – nagrany na żywo album amerykańskiego muzyka Raya Charlesa, wydany w 1987 roku. Materiał na płytę zarejestrowany został podczas dwóch koncertów Charlesa: 28 maja 1959 roku na Herndon Stadium w Atlancie oraz 5 lipca 1958 roku w trakcie występu Raya w ramach festiwalu Newport Jazz Festival w Newport. Na Live znalazły się takie hity muzyka, jak m.in. „I Got a Woman”, „What’d I Say” oraz „Drown in My Own Tears”.

## Lista utworów
1. „Hot Rod”
2. „Blues Waltz”
3. „In A Little Spanish Town”
4. „Sherry”
5. „The Right Time”
6. „A Fool for You”
7. „I Got a Woman”
8. „Talkin’ 'Bout You”
9. „Swanee River Rock”
10. „Yes Indeed!”
11. „Night Time Is the Right Time”
12. „Frenesi”
13. „The Spirit-Feel”
14. „Tell The Truth”
15. „Drown in My Own Tears”
16. „What’d I Say”